# 资艳萍
资艳萍（1976年—），云南景洪人，基诺族，中华人民共和国政治人物、第十二届全国人民代表大会云南地区代表。
毕业于华中科技大学护理学专业。2013年，担任全国人大代表。2018年1月，当选第十三届全国政协委员。